# Marija Temrjukovna
Marija Temrjukovna (in russo Мария Темрюковна?; Nal'čik, 1544 circa – Aleksandrov, 1º settembre 1569) fu la seconda moglie dello zar Ivan IV di Russia, anche conosciuta con il nome di Kučenej (Кученей).
Della famiglia dei principi Čerkasskij, era figlia del principe cabardino Temrjuk.

## Biografia

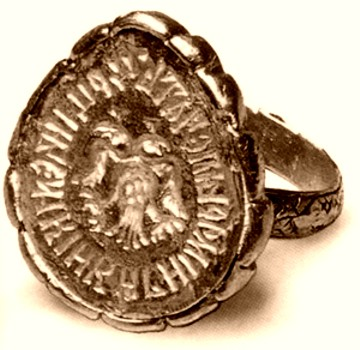
Anello con sigillo di Marija Temrjukovna

Dopo la morte della sua prima moglie, Anastasija Romanovna Zachar'ina, Ivan IV pensò di sposare Caterina, sorella del re di Polonia, ma quest'ultimo pretendeva in cambio Pskov, Smolensk e Novgorod. Nel 1560 lo Zar mandò a cercare una sposa presso i principi caucasici, e il 15 luglio 1561 giunse a Mosca la principessa Kučenej, accompagnata dal fratello Saltankul, e fu scelta come moglie.
La principessa pertanto si battezzò, assumendo il nome di Marija, e il 21 agosto furono celebrate le nozze. La coppia ebbe un unico figlio, Vasilij (2 marzo - 5 maggio 1563, che morì ad appena due mesi di vita. Negli anni seguenti accompagnò spesso lo zar nei suoi pellegrinaggi in diversi monasteri.
Nella storia russa tradizionalmente Marija Temrjukovna è vista come una presenza negativa nella vita di Ivan IV: alcuni contemporanei accusarono Maria di controllare lo zar e di avere pesanti responsabilità nella svolta in senso repressivo della politica della Moscovia. Heinrich von Staden, un avventuriero che visse a lungo alla corte di Mosca, scrisse che fu proprio lei a dare a Ivan l'idea dell'Opričnina.
Marija Temrjukovna morì nel 1569 e fu sepolta nella chiesa del Monastero femminile dell'Ascensione, al Cremlino, accanto ad Anastasija Romanovna.
Nel 1929, in seguito alla distruzione del monastero, le spoglie furono traslate nella Cattedrale dell'Arcangelo Michele. Come dopo la morte della sua prima moglie, Ivan sospettò che i boiardi l'avessero avvelenata.